# Interocrea bilutea
Interocrea bilutea är en insektsart som beskrevs av Hamilton 1980. Interocrea bilutea ingår i släktet Interocrea och familjen spottstritar. Inga underarter finns listade i Catalogue of Life.